# 史丹利酒店
史丹利酒店（英語：The Stanley Hotel），又名斯坦利酒店，是一間擁有142間客房的殖民復興酒店，位於美國科羅拉多州的埃斯特斯公園。史丹利酒店距離洛磯山國家公園的入口約五英里，可欣賞到埃斯特斯湖（Lake Estes）、洛磯山脈，尤其是朗斯峰。酒店是由史丹利蒸汽車的弗雷蘭·奧斯卡·史丹利建造的，於1909年7月4日開張，作為美國東部人上流社會的度假勝地和肺結核患者的療養勝地。該酒店及其周圍的建築物已列入國家史蹟名錄。
史丹利酒店啟發了史蒂芬·金的1977年暢銷小說《閃靈》中創作出來的全景酒店（Overlook Hotel），也是1997年由史蒂芬·金編劇的電視迷你劇的拍攝地點。今天，酒店設有餐廳、水療中心、夜宿兼次日早餐，並提供導遊帶領的遊覽。

## 圖片

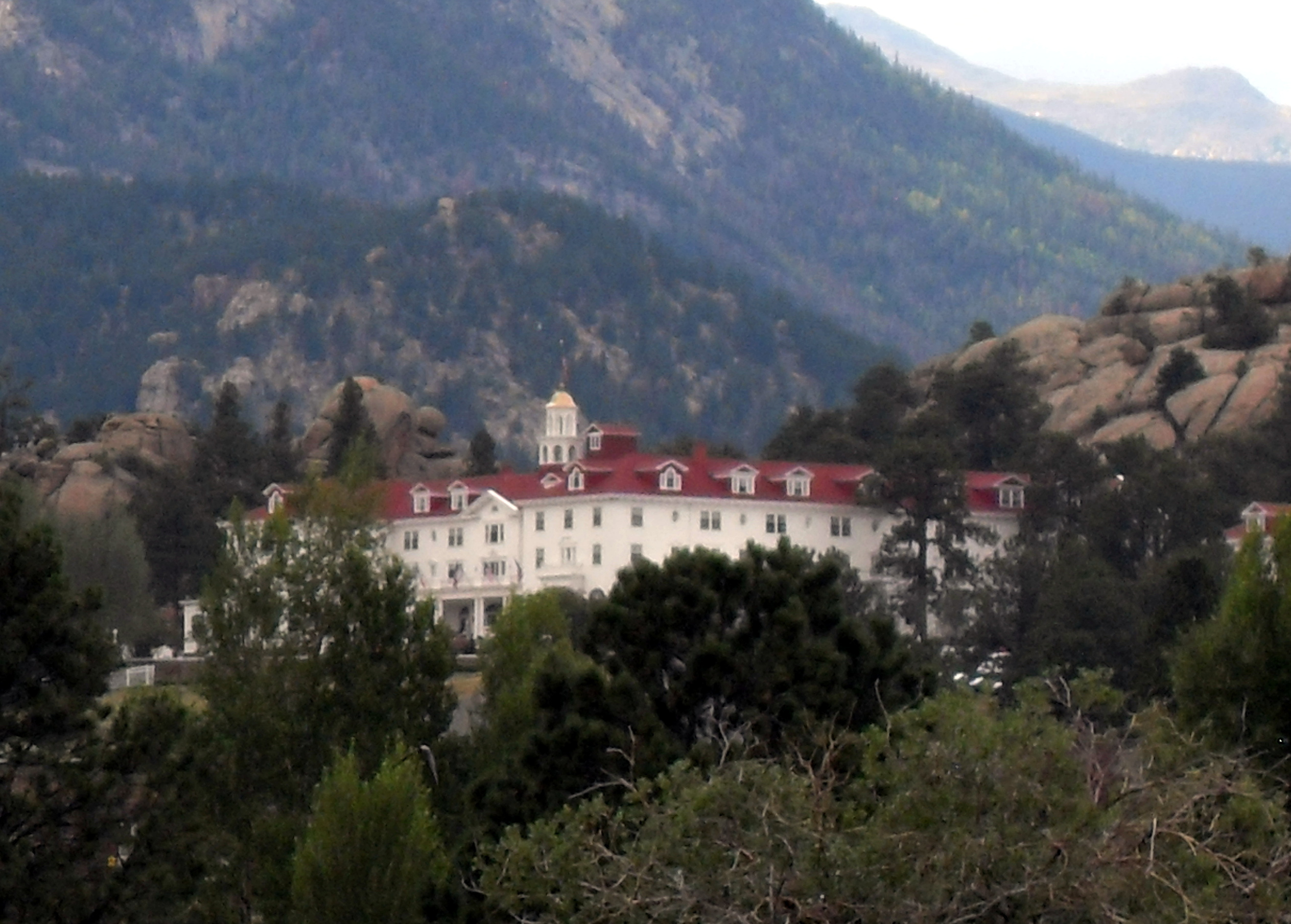
2008年6月
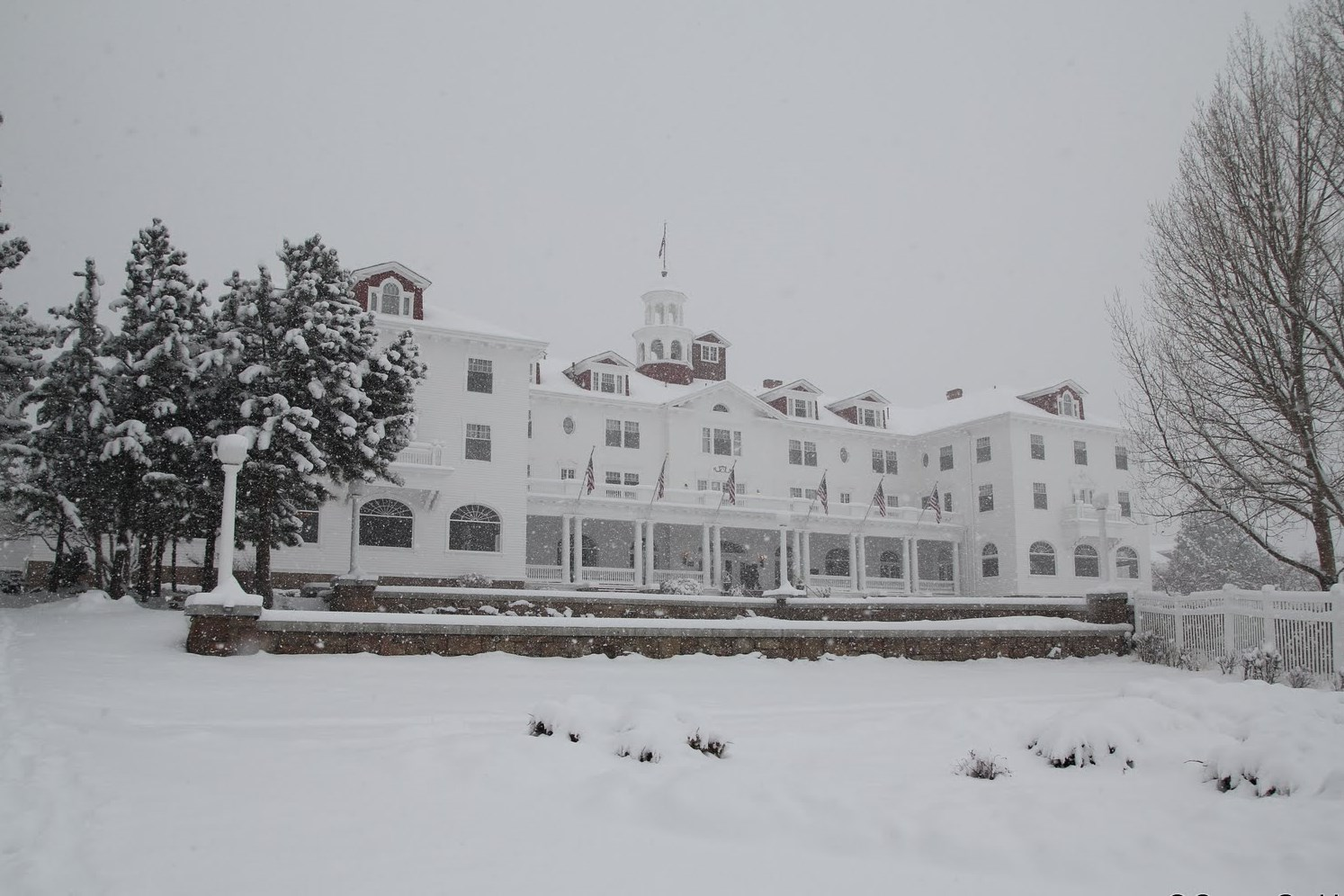
2011年2月
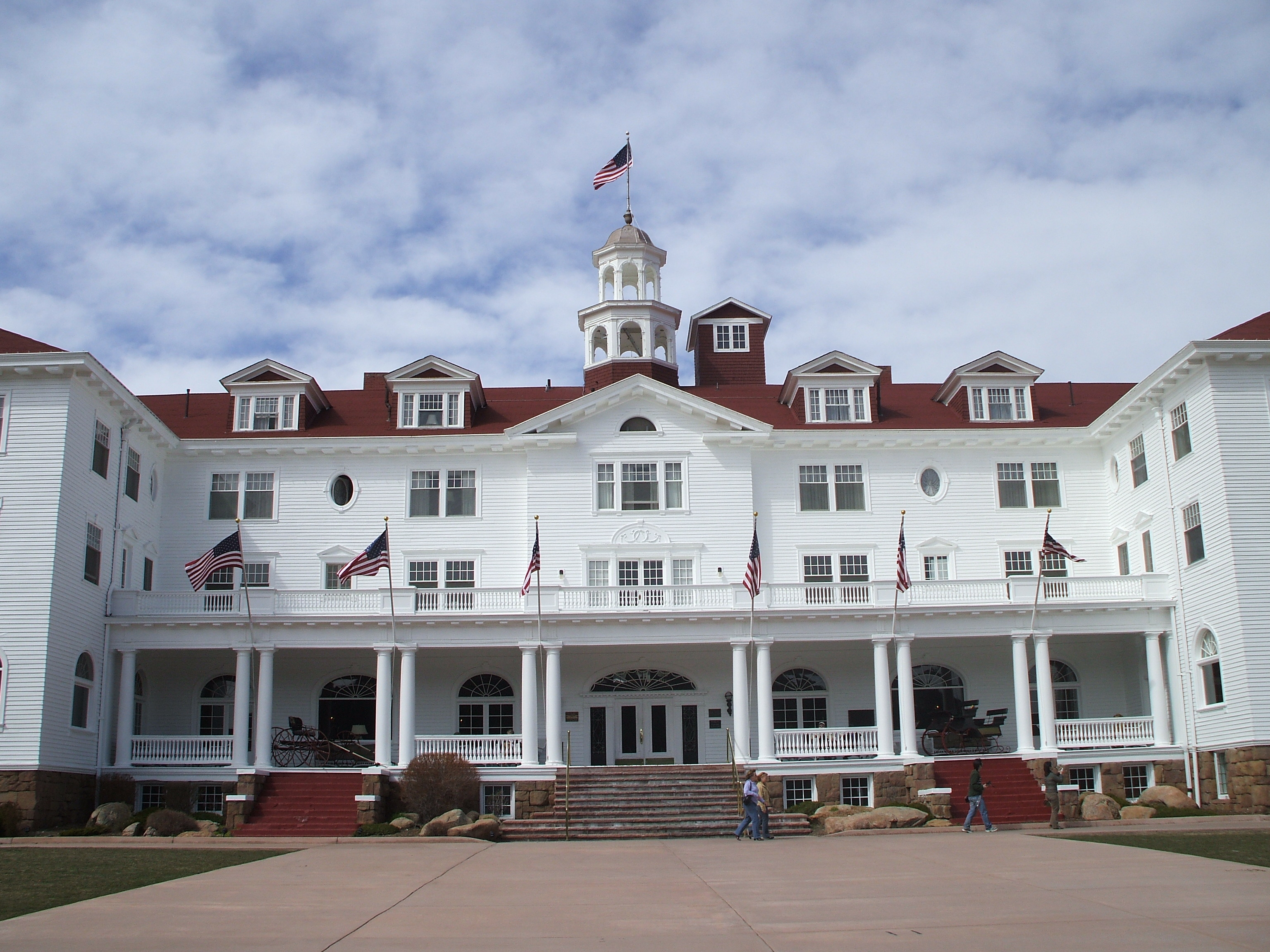
南面的正視圖
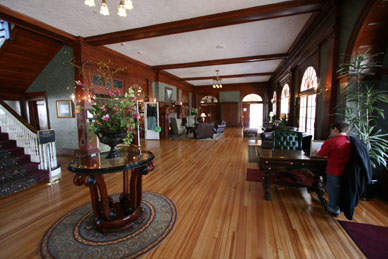
大廳望向東面
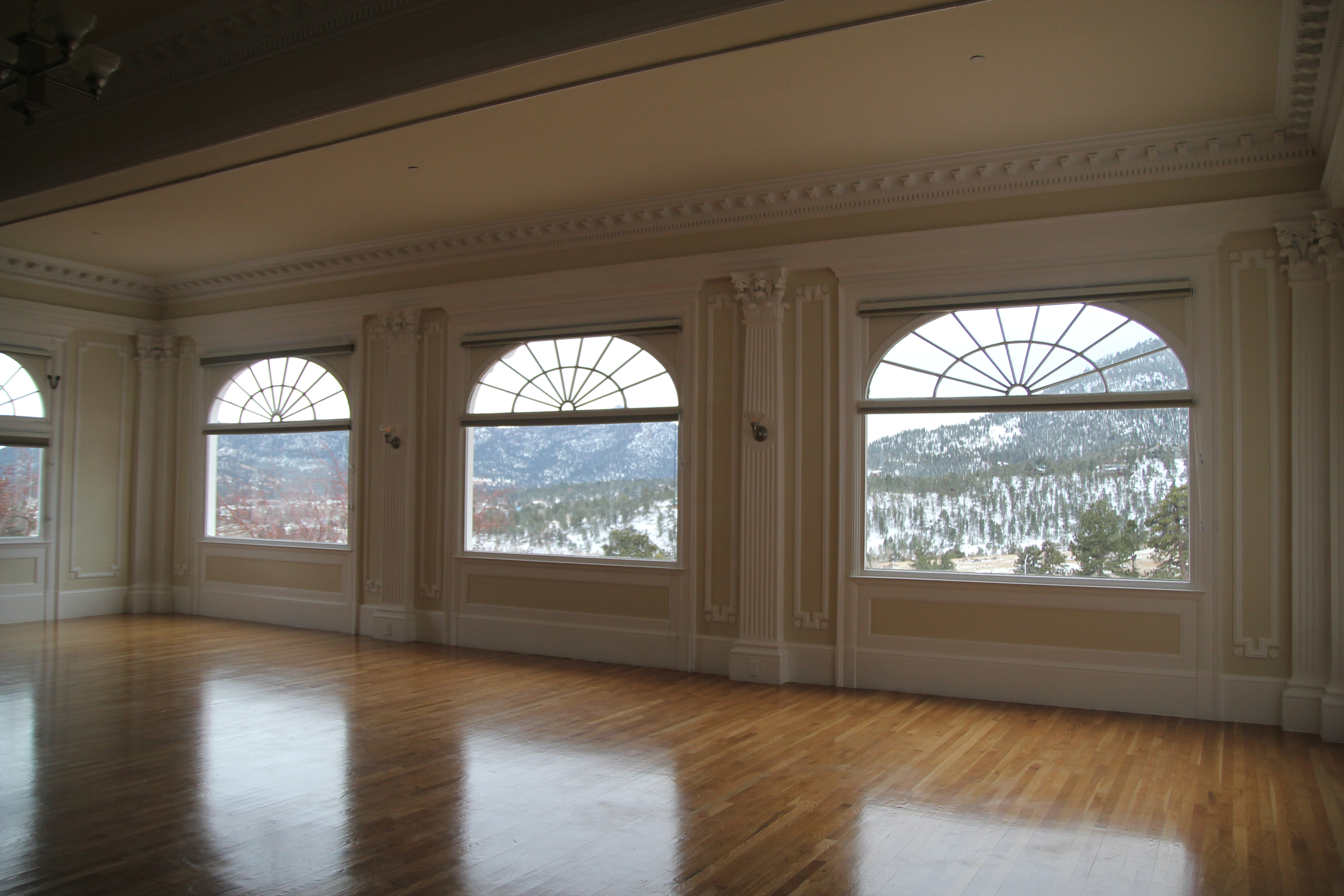
音樂室望向南面

## 鬧鬼
儘管有一段早期的和平歷史，但在《閃靈》出版後的幾年，史丹利酒店因為發生超自然現象而獲得名氣。酒店接待過許多超自然現象的調查員，並出現在例如《Ghost Hunters》和《Ghost Adventures》等節目中。酒店還為貴賓和訪客提供「幽靈歷史」（spirited history）的日間和夜間導遊導覽。

## 外部連結
- Official website （页面存档备份，存于）
- Stanley Hotel National Register Nomination （页面存档备份，存于）
- Colorado Experience: The Stanley Hotel （页面存档备份，存于） by Rocky Mountain PBS（英语：Rocky Mountain PBS）